# تمساح المياه المالحة

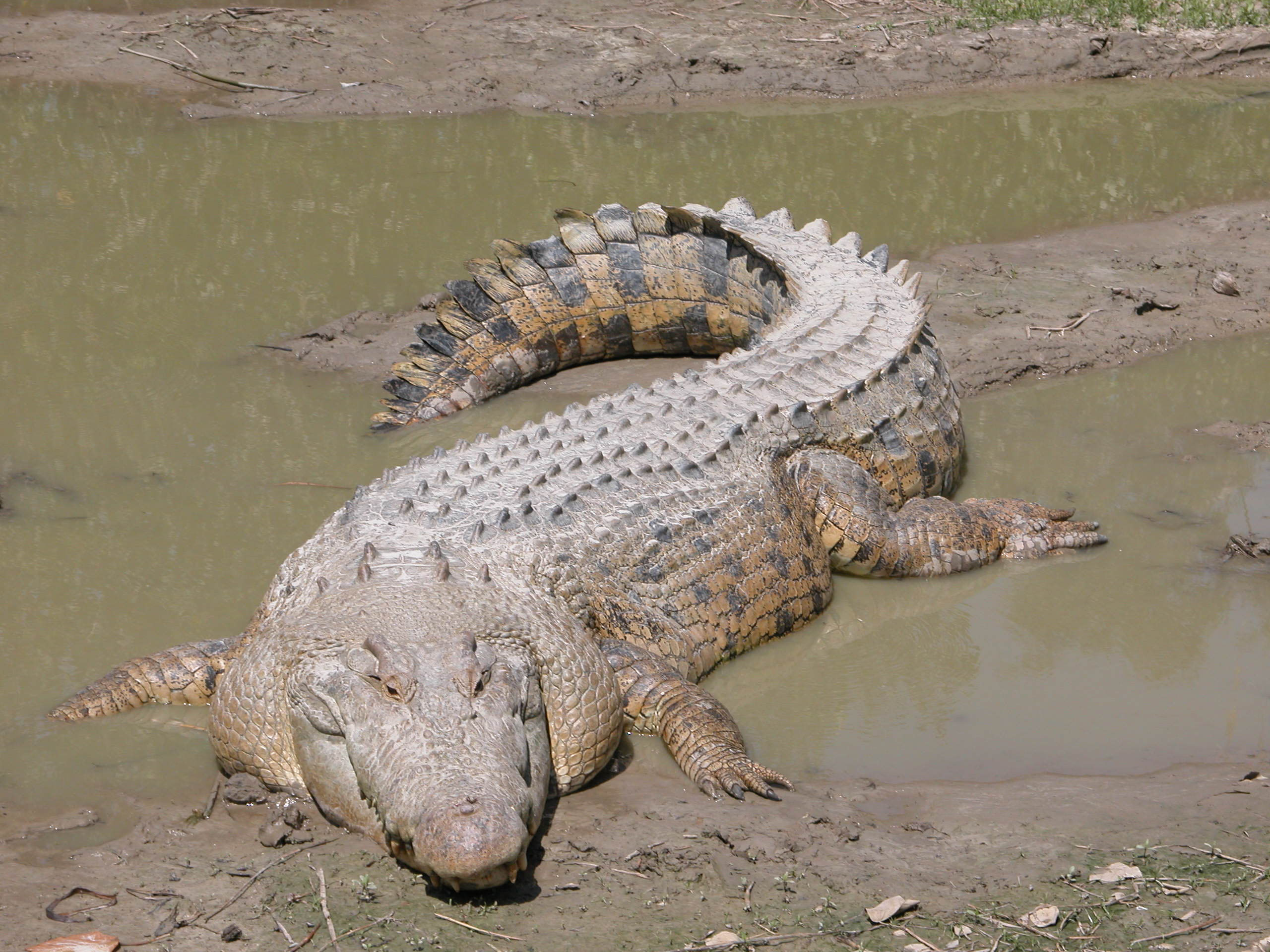
تمساح المياه المالحة

تمساح المياه المالحة (بالإنجليزية: Saltwater crocodile) هو تمساح هائل انتهازي معروف أيضاً بتمساح مصبات الأنهار أو تمساح الهند - المحيط الهادئ, أكبر أنواع الزواحف الحية، له مناطق عديدة يعيش فيها مثل: شمال أستراليا من خلال جنوب شرق آسيا إلى الساحل الشرقي للهند. تاريخياً كانت منطقة تواجده من أقصى غرب ساحل أفريقيا حتى أقصى شرق المياه الواقعة قبالة اليابان. سُجلت هجمات قاتلة له على البشر بالرغم من أن البشر في بعض الأحيان هم من يقوموا بمهاجمته وذلك للقيمة العالية لتمساح المياه المالحة.
تمساح المياه المالحة، هو نوع من أنواع التماسيح يتواجد عند مصبات الأنهار أو المحيطين الهندي والهادئ، هي أكبر من كل الزواحف الموجودة هناك .
يمكن لذكور تمساح المياه المالحة أن تصل إلى أحجام 6.7 متر (22 قدم) وتزن ما يصل إلى 2,000 كجم (4400 رطل) ، ومع ذلك غالباً تكون ذكور تماسيح المياه المالحة البالغة عموما بين 4.3 و 5.2 متر (14 و 17 قدم) في الطول ويزن 400-1,000 كجم (880-2,200 رطل) ، ونادرا ما ينمو أكبر .
الإناث هي أصغر بكثير، وغالبا لا تتجاوز 3 متر (9.8 قدم). يمكن لهذا التمساح أن يعيش في المياه المالحة، ولكن يتواجد عادة في مستنقعات المنغروف، ومصبات الأنهار، دلتا، البحيرات، وتمتد أقل من الأنهار .
لديهم أوسع توزيع جغرافي بين التماسيح، بدءا من الساحل الشرقي من الهند، في معظم أنحاء جنوب شرق آسيا، وتمتد جنوبا إلى شمال أستراليا، وتاريخيا تتراوح أقصى الغرب حتى قبالة الساحل الشرقي لأفريقيا وشرقا قبالة سواحل اليابان .
تمساح المياه المالحة هو في قمة الهرم الغذائي وليس له عدو طبيعي كما أنّه قادر على افتراس جميع الحيوانات التي تقرب من أراضيه بما في ذلك الأسماك، القشريات، الزواحف، الطيور والثدييات، و غيرها من الحيوانات المفترسة وتعتبر من أخطر التماسيح نظراً لحجمها وقوتها .
تمسايح المياه المالحة لديها خطم واسعة بالمقارنة مع معظم التماسيح . ومع ذلك فإنه لديه أطول كمامة من التماسيح قاطع طريق ؛ طوله مرتين عرضه في القاعدة . وتمساح المياه المالحة لديها لوحات الدروع أقل على عنقه من التماسيح الأخرى . في هذه الأنواع، وزوج من التلال تنطلق من عيون على طول مركز خطم .
مثل معظم التماسيح، ليست أكلة من الصعب إرضائه، وتختلف بهم فريسة الاختيار على أساس توافر، ولكن ليست أكلة شره كما هي قادرة على البقاء على قيد الحياة على الغذاء قليلة نسبيا لفترة طويلة .
نظرا لحجمها تمساح المياه المالحة يقوم باصطياد أوسع من أنواع فريسة من أي التماسيح الحديثة . مثل الأسماك صغيرة، والضفادع، والحشرات المائية الصغيرة واللافقاريات .
بالإضافة إلى هذه العناصر مختلف البرمائيات، والقشريات، والرخويات، مثل كبير الرخويات ورأسيات الأرجل، الطيور، الصغيرة والمتوسطة الحجم الثدييات، وغيرها من الزواحف مثل الثعابين والسحالي . أكبر ينمو الحيوان، وزيادة متنوعة من الحيوانات أنها تتضمن في النظام الغذائي .
بالإضافة إلى الحيوانات التي اتخذتها التماسيح الكبار وتشمل، الغزلان، مثل سامبر، والخنزير البري، التابير، والقرود، حيوان الكنغر، دينجوس، ابن آوى، القردة، السلاحف، الثعابين، السحالي رصد، آسيا الظباء، والأبقار الكبيرة، جاموس الماء، والثور .